# Yanzhao (köpinghuvudort i Kina, Hebei Sheng, lat 38,55, long 114,81)
Yanzhao är en köpinghuvudort i Kina. Den ligger i provinsen Hebei, i den norra delen av landet, omkring 200 kilometer sydväst om huvudstaden Peking. Antalet invånare är 44 279. Befolkningen består av 22 362 kvinnor och 21 917 män. Barn under 15 år utgör 23,0 %, vuxna 15-64 år 71 %, och äldre över 65 år 5,0 %.
Runt Yanzhao är det tätbefolkat, med 849 invånare per kvadratkilometer. Närmaste större samhälle är Dingzhou, 16,9 km öster om Yanzhao. Trakten runt Yanzhao består till största delen av jordbruksmark.
Genomsnittlig årsnederbörd är 675 millimeter. Den regnigaste månaden är juli, med i genomsnitt 200 mm nederbörd, och den torraste är januari, med 3 mm nederbörd.